# خامی (رمان)
خامی (به انگلیسی: Immaturity) نخستین رمانِ کامل‌شدهٔ جرج برنارد شاو است. این رمان، بیش از پنجاه سال پس از نگارش، سرانجام در سالِ ۱۹۳۰ منتشر شد.

## داستان
ماجرا تا حدّی بر اساسِ سرگذشتِ نویسنده است و اوضاعِ انگلیسِ دورهٔ ملکه ویکتوریا را تصویر می‌کند.

## متن
رمان در سالِ ۱۸۷۹ کامل شد؛ ولی ناشران نپذیرفتند که چاپش کنند. سالِ ۱۹۲۱ شاو مقدّمه‌ای بر آن نوشت و در آن گفت که در متنِ این رمانِ روزگارِ ناپختگیِ خود دستی نمی‌برد و همان طور منتشرش می‌کند. ولی نسخه‌ای که نخستین بار به سالِ ۱۹۳۰ منتشر شد تفاوت‌هایی دارد با دستنویسِ اصلی که در کتابخانهٔ ملّی ایرلند نگهداری می‌شود.